# Jérôme Filitoga-Taofifénua
Pour les articles homonymes, voir Taofifénua.
Pas d'image ? Cliquez ici

a Compétitions nationales et continentales officielles uniquement.

Jérôme Filitoga-Taofifénua, né le 2 décembre 1980 à Wallis-et-Futuna, est un ancien joueur français de rugby à XV qui évolue au poste de pilier. Il est maintenant entraineur de la mélée du Biarritz Olympique.
Il est le neveu de Jean-Jacques Taofifénua‌.

## Biographie
Après être passé le centre de formation du FC Grenoble, Jérôme Filitoga-Taofifénua dispute ses premiers matchs en professionnel avec son club formateur avant de rejoindre le SO Chambéry , le FCS Rumilly, l'USA Limoges, le SC Albi et enfin le RC Toulon pour la saison 2008-2009 où il rejoint ses deux compères de première ligne du SC Albi, Guillaume Ribes et Mathieu Larrouy.

## Carrière
- 2001-2003 : FC Grenoble
- 2003-2004 : SO Chambéry
- 2004-2005 : FCS Rumilly
- 2005-2007 : USA Limoges
- 2007-2008 : SC Albi
- 2008-2009 : RC Toulon

## Palmarès
Avec le FC Grenoble
- Championnat de France de Pro D2 :
  - Vice-champion (1) : 2002

Avec l'USA Limoges
- Championnat de France de Fédérale 1 :
  - Vice-champion (1) : 2006